# Grand-duc de Shelley
Ketupa shelleyi
Espèce
Synonymes
- Huhua shelleyi Sharpe & Ussher, 1872
(protonyme)
- Bubo shelleyi

Statut de conservation UICN

 VU C2a(i) : Vulnérable
Statut CITES
Le Grand-duc de Shelley (Ketupa shelleyi, anciennement Bubo shelleyi) est une espèce d'oiseaux de la famille des Strigidae.

## Répartition
Cette espèce vit en Afrique équatoriale, mais les populations sont généralement localisées et l'espèce est donc globalement rare. Il a été photographié en octobre 2021 pour la 1ère  fois depuis 150 ans dans la forêt d’Atewa au Ghana et plus récemment en 2022 par le photographe Benjamin Schweinart en Cote d'Ivoire dans le parc national de Taï .